# Windfelner Brücke
Die Windfelner Brücke ist eine Eisenbahnbrücke in Solingen, die das Kerbtal des Windfelner Bachs überspannt und Teil der Bahnstrecke Solingen–Remscheid ist.
Bisweilen wird sie auch als Schaberger Brücke bezeichnet, da sie sich unweit des Solinger Ortsteils Schaberg befindet. Sie liegt 0,85 Streckenkilometer von der Müngstener Brücke und 0,75 km vom Bahnhof Solingen-Schaberg entfernt, der knapp vor der Müngstener Brücke liegt.
Aufgrund des beträchtlichen Höhenunterschieds auf engem Raum (Solingen Hbf liegt 117 Meter hoch, Remscheid Hbf 303 Meter) musste die Eisenbahnstrecke in diesem schwierigen Terrain durch eine kurvige Linienführung künstlich gestreckt werden. Dadurch kam mit der Windfelner Brücke als „kleine Schwester“ der Müngstener Brücke ein zweites Großbauwerk zu dieser hinzu, das zudem für die Logistik zu deren Errichtung unverzichtbar war.
Die Strecke war zunächst eingleisig, ab 1907 zweigleisig befahrbar. Das Bauwerk ist 155 Meter lang und bis zu 40 Meter hoch; sein stählerner Durchlaufträger wird von zwei gemauerten Pfeilern unterstützt. Direkt an das nördliche Widerlager anschließend wird mit einem separaten Überführungsbauwerk die B 229 gequert.
Die im Dezember 1893 fertiggestellte Brücke wurde im Herbst 2022 unter der laufenden Nummer 1053 als Baudenkmal in die Solinger Denkmalliste eingetragen. Sie gilt als das letzte verbliebene Zeugnis für die Vorbereitung zum Bau der Müngstener Brücke Ende des 19. Jahrhunderts und zudem als längste und am authentischsten erhaltene, einfache Fachwerkeisenbahnbrücke im Rheinland.